# Eric Jean Baptiste
Eric Jean Baptiste (né le 13 août 1970 à Port-au-Prince et mort le 28 octobre 2022 à Pétion-Ville) est un homme politique haïtien, membre et président du Rassemblement des démocrates nationaux progressistes (RDNP) de 2015 à sa mort, il est également un ancien candidat à l’élection présidentielle de 2015 et était pressenti pour être l’un des principaux candidats à la prochaine élection présidentielle.

## Biographie
Eric Jean Baptiste est né le 13 août 1970 à Port-au-Prince (Haïti). Il est le benjamin d’une famille laborieuse qui compte quatre filles et trois garçons. Il a été élevé dans des traditions chrétiennes par un père strict et exigeant et qui, dès sa plus tendre enfance, lui inculqua la passion du travail rude et bien fait, la persévérance dans l'effort, l’amour et le respect de son prochain et le sens de la responsabilité citoyenne.
Le 18 décembre 1992, à un moment où les jeunes de sa génération se laissaient aller aux plaisirs fous et à l'insouciance de leur âge, Eric Jean Baptiste épouse Athalie Mystal. À ses parents et amis, qui lui reprochaient de se lancer dans cette aventure, trop précocement et sans aucune préparation, alors qu'il n'avait pas encore terminé son cursus universitaire, il répondait vaillamment: « Pleurez plutôt sur vous-mêmes. Tant qu'il me restera un souffle de vie, je lutterai, je poursuivrai mon destin et je suivrai mon étoile ». Père de famille modèle, Eric remplit son devoir avec fierté, éduque ses enfants en leur inculquant les grands principes moraux et un sens aigu de leurs responsabilités civiques. Gestionnaire, entrepreneur et homme politique hardi et discipliné, il se lança très jeune dans les affaires pendant qu’il poursuivait ses études universitaires dans les sciences administratives et commerciales.
Le 6 mai 2015, dans une note signée rendue publique, la présidente du RDNP, Mirlande Manigat annonce : « Je suis obligée, avec  regret,  de vous  faire savoir qu’avec l’approbation des membres du comité exécutif national du parti, je fais le retrait de ma candidature à la présidence ». Quelques jours plus-tard le 15 mai, elle démissionne de son poste de présidente du RDNP laissant la place à l'homme d'affaires Eric Jean Baptiste, qui se déclare à son tour candidat à l’élection présidentielle de 2015. Après avoir obtenu moins de 5 % des suffrages exprimés, il appelle à voter pour Jude Célestin lors du second scrutin de 2016.
Pressenti comme l’un des principaux candidats à la prochaine élection présidentielle, initialement prévue pour 2022, il est assassiné le 28 octobre 2022 lors d’une attaque contre son véhicule dans le quartier de Laboule, dans la commune de Pétion-Ville, et succombe des suites de ses blessures à l’hôpital.